# Kenneth Fagerlund
Kenneth Åke Fagerlund, född 16 september 1927 i Göteborg, död 26 juni 1997 på samma plats, var en svensk orkesterledare och musiker (trummor). Han var son till kompositören och musikern Åke Fagerlund.
Fagerlund debuterade som 14-åring i sin fars orkester. Han bildade sin första egna orkester 1949. I bandet ingick systern Berit Fagerlund som vokalist; övriga medlemmar var pianisten Bengt Hallberg, tenorsaxofonisten Gunnar "Hacke" Björksten och altsaxofonisten Ingmar Glanzelius, senare avlöst av Willy Lundin på samma instrument. 
Fagerlunds orkester backade upp Stan Getz och Lee Konitz då dessa gästade Sverige 1951. 
Vid flera av Fagerlunds framträdanden runt om i landet medverkade Sonya Hedenbratt som vokalist. För vokala inslag svarade även orkestermedlemmarna Bob Dahlquist (Lasse Dahlquists son) och basisterna Björn Rabe och Karl Axel Ternberg, den senare känd som Kalle Sändare, samt dessutom trumpetarna Ralf Isaksson och Göran Mannheimer.
Fagerlund är begravd på Billdals kyrkogård i Göteborg.